# UTP11
UTP11 (англ. UTP11, small subunit processome component) – білок, який кодується однойменним геном, розташованим у людей на короткому плечі 1-ї хромосоми.  Довжина поліпептидного ланцюга білка становить 253 амінокислот, а молекулярна маса — 30 447.
| 10         |  | 20         |  | 30         |  | 40         |  | 50         |
| ---------- |  | ---------- |  | ---------- |  | ---------- |  | ---------- |
| MAAAFRKAAK |  | SRQREHRERS |  | QPGFRKHLGL |  | LEKKKDYKLR |  | ADDYRKKQEY |
| LKALRKKALE |  | KNPDEFYYKM |  | TRVKLQDGVH |  | IIKETKEEVT |  | PEQLKLMRTQ |
| DVKYIEMKRV |  | AEAKKIERLK |  | SELHLLDFQG |  | KQQNKHVFFF |  | DTKKEVEQFD |
| VATHLQTAPE |  | LVDRVFNRPR |  | IETLQKEKVK |  | GVTNQTGLKR |  | IAKERQKQYN |
| CLTQRIEREK |  | KLFVIAQKIQ |  | TRKDLMDKTQ |  | KVKVKKETVN |  | SPAIYKFQSR |
| RKR        |  |            |  |            |  |            |  |            |

A: Аланін

C: Цистеїн

D: Аспарагінова кислота

E: Глутамінова кислота

F: Фенілаланін

G: Гліцин

H: Гістидин

I: Ізолейцин

K: Лізин

L: Лейцин

M: Метіонін

N: Аспарагін

P: Пролін

Q: Глутамін

R: Аргінін

S: Серин

T: Треонін

V: Валін

Кодований геном білок за функцією належить до фосфопротеїнів. 
Задіяний у таких біологічних процесах як процесинг рРНК, альтернативний сплайсинг. 
Локалізований у ядрі.